# Mundo Cão (2016)
Mundo Cão é um longa-metragem brasileiro lançado em março de 2016. Trata-se de um suspense dirigido por Marcos Jorge, mesmo diretor do aclamado Estômago.
No dia 12 de abril, o filme ganhou o prêmio do público do 18º Festival de Cinema Brasileiro de Paris - evento realizado anualmente em Paris com objetivo divulgar a produção brasileira na Europa. Nesta edição foram exibidos 20 filmes.

## Enredo
Santana (Babu Santana) trabalha no Departamento de Combate às Zoonoses recolhendo cachorros perigosos das ruas em 2006, na época em que a lei que proíbe o sacrifício de animais sadios ainda não havia sido sancionada. Malandro e simpático, avesso a confusões, ele passa seu tempo livre com a família e praticando seu hobby preferido: tocar bateria. Sua esposa Dilza (Adriana Esteves) ajuda na renda do lar com seu trabalho como costureira e educa os dois filhos, Isaura e João (Thainá Duarte e Vini Carvalho) sob a decência do trabalho honesto e dos bons costumes. Mas o tranquilo caminho de Santana inadvertidamente se cruza com o do rottweiler de estimação de Nenê (Lázaro Ramos), um ex-policial que faz fortuna com negócios escusos. A partir desse encontro, a vida de todos os envolvidos nessa história mudará para sempre.

## Elenco
- Babu Santana como Santana
- Lázaro Ramos  como Nenê
- Milhem Cortaz como Cebola
- Adriana Esteves como Dilza
- Graça Andrade como Vanessa
- Thainá Duarte como Isaura
- Vini Carvalho como João
- Tony Ravan como Banzé

## Estreia
A primeira exibição do longa-metragem aconteceu  no Festival do Rio de 2015. O filme foi  exibido nos dias 3, 4 e 5 de Outubro e disputa a categoria de melhor longa de ficção. Sua estreia nacional ocorreu no mês de Março de 2016. 

## Recepção
Isabela Boscov listou como um dos seus filmes favoritos de 2016. No Papo de Cinema, Robledo Milani disse que "Mundo Cão é mais do que isso, do que boas atuações e um diretor seguro a respeito do que pretende dizer."

## Principais prêmios
| Ano  | Premiação                          | Categoria            | Resultado |
| ---- | ---------------------------------- | -------------------- | --------- |
| 2017 | Grande Prêmio do Cinema Brasileiro | Melhor Ator          | Indicado  |
| 2017 | Grande Prêmio do Cinema Brasileiro | Melhor Atriz         | Indicado  |
| 2017 | Grande Prêmio do Cinema Brasileiro | Melhor Trilha Sonora | Indicado  |